# Charles Coulson
Charles Coulson (anglès: Charles Alfred Coulson)  (Dudley, 13 de desembre de 1910 - Oxford, 7 de gener de 1974) va ser un químic i matemàtic anglès.

## Vida i Obra
Coulson va tenir un germà bessó, John, que també va ser enginyer químic i professor universitari. Tots dos van ser escolaritzats a Dudley i, a partir de 1920, a Bristol, lloc al que es va traslladar la família en ser nomenat el seu pare inspector d'ensenyament. Des de 1923 fins a 1928 va estudiar al Clifton College en el qual va adquirir passió per les matemàtiques. A partir de 1928 va estudiar a la universitat de Cambridge, en la qual es va doctorar el 1936 amb una tesi sobre l'estructura electrònica del {\displaystyle H_{3}^{+}} i del {\displaystyle CH_{4}}, dirigida per John Lennard-Jones i Ralph Fowler. Durant aquest temps a Cambridge també va experimentar una profunda conversió, que va convertir la religió en una dimensió constant i fonamental de la seva vida. Va ser ministre laic metodista i tota la seva vida va ser un portaveu del cristianisme en els cercles científics, encunyant l'argument teològic del Déu dels buits.
El 1938, poc després de casar-se, va ser nomenat professor del University College de Dundee (Escòcia) (actual universitat de Dundee) on va romandre durant tota la Segona Guerra Mundial com un pacifista objector de consciència i en la qual no s'ha va trobar a gust pel seu pobre ambient científic. Acabada la guerra, el 1945 va ser nomenat director del laboratori físic-químic de la universitat d'Oxford, però només hi va romandre dos cursos, ja que el 1947 va ser nomenat catedràtic de física teòrica del King's College de Londres. Durant els cinc anys que va estar a Londres va continuar amb els seus treballs sobre la teoria de l'enllaç de valència i la teoria dels orbitals moleculars.
Finalment, en quedar vacant la Càtedra Rouse Ball de Matemàtiques de la universitat d'Oxford per defunció del seu titular Edward Arthur Milne, va ser nomenat titular d'aquesta càtedra el 1952. Una faceta de la seva religiositat era el seu interès pels problemes dels països pobres del Tercer Món i, per això, va ser president d'Oxfam entre 1965 i 1971, a part del seu treball acadèmic. El juliol de 1973 es va sotmetre al que semblava una intervenció quirúrgica rutinària, però en poc temps la seva salut va empitjorar notablement fins que a començaments de gener de 1974 li van comunicar el seu estat terminal. En tres dies va escriure vuitanta cartes per familiars, amics i col·legues entre les quals la seva dimissió de la càtedra per a que la universitat activés immediatament el procediment de substitució. Va morir el dia 7 de gener de 1974.
Coulson és recordat, sobre tot, pels seus treballs en química computacional (valències, órbites moleculars, etc.), però també va fer treballs notables en els camps de la distribució del moment, de les propietats de l'estat sòlid i de la producció de models matemàtics dels sistemes que l'interessaven. Va ser un escriptor prolífic amb mes de quatre-centes publicacions.
Entre els seus llibres destaquen, per haver estat molt reeditats, els següents:
- 1941 Waves
- 1951 Electricity
- 1952 Valence
- 1953 Christianity in an Age of Science